# Правопреемство
Правопреемство — переход прав и обязанностей от одного субъекта правоотношений к другому. При этом правопреемник становится на место своего предшественника во всех правоотношениях, к которым применяется правопреемство.
Характерным признаком правопреемства является:
- замена субъектного состава правоотношения при сохранении первоначально существа правоотношения.

Согласно формулировке Толстого В. С. правопреемство — «прекращение прав и обязанностей у одних лиц и причинно связанное возникновение их у других в том же или ином объёме».
В более развернутом определении правопреемство — юридическое явление, представляющее собой не связанное с личностью субъекта правоотношения и не запрещенное законодательством изменение субъектного состава правоотношения, при котором в порядке производного приобретения субъективных прав и (или) юридических обязанностей осуществляется их переход от одного лица (правопредшественника) к другому (правопреемнику) в отношении одного объекта правоотношения. При правопреемстве происходит изменение субъекта (одной из сторон) правоотношения путём его замены на другого субъекта, обладающего необходимым для участия в правоотношении объёмом правоспособности, что влечет за собой изменение (но не прекращение) правоотношения.
Различают универсальное (общее) и сингулярное (частное) правопреемство.

## Универсальное правопреемство
В случае универсального правопреемства правопреемник занимает место своего предшественника во всех правоотношениях, за исключением тех, в которых правопреемство не допускается законом. Типичными примерами универсального правопреемства являются наследование (право) и правопреемство при реорганизации юридических лиц.
Например, при присоединении одного юридического лица к другому, присоединяемое лицо считается реорганизованным (статья 57 Гражданского кодекса РФ), а все его права и обязанности в полном объёме переходят к лицу, к которому оно присоединено.
При принятии наследства к наследнику (наследникам) в полном объёме переходят права и обязанности наследодателя. Наследство не может быть принято частично.

## Сингулярное правопреемство
В случае сингулярного правопреемства правопреемник встает на место правопредшественника лишь в части тех правоотношений, на которые распространяется правопреемство. Например, в случае уступки права (требования), права и обязанности кредитора, вытекающие из соответствующего обязательства, переходят к другому лицу.
Примерами сингулярного правопреемства являются, также, перевод долга, завещательный отказ и др.

## Случаи недопустимости правопреемства
Правопреемство не допускается в тех случаях, когда права и обязанности носят личный характер, например:
- право на имя,
- право авторства,
- право на получение алиментов и обязанность их выплаты,
- права и обязанности, связанные с возмещением вреда,

и другие.
Закон может содержать прямые указания на недопустимость правопреемства в части конкретных правоотношений. Так, например, в Российском законодательстве имеется прямое указание на то, что обязанность по уплате налогов прекращается смертью физического лица (либо лица признанного умершим), за исключением обязанности по уплате имущественных налогов в части имущества, переходящего по наследству и в пределах его стоимости.
Невозможно правопреемство также и в том случае, когда потенциальный правопреемник не обладает соответствующими правомочиями для осуществления некоторых прав и обязанностей. Так, не может стать новой стороной в обязательстве лицо, которое должно иметь специальное разрешение (лицензию) на осуществление прав и обязанностей, вытекающих из правопреемства. Например, право управления транспортным средством не может перейти к лицу, не имеющему соответствующего удостоверения; лицо, не имеющее специальное разрешение, не может приобрести (в том числе в порядке наследования) огнестрельное оружие и т. п.
Не допускается правопреемство в отношении объектов гражданских прав, оборот которых запрещен или ограничен. Например права на оружие, радиоактивные отходы, наркотические средства и многое другое не может стать предметом правопреемства, без соблюдения установленных законом требований..

## Правопреемство и непрерывность правоотношений во времени
Во многих случаях правопредшественник и правопреемник являются лицами, одновременно обладающими гражданской правоспособностью до или в момент правопреемства. Однако, существуют и другие случаи:

### Правопреемство при реорганизации юридических лиц
В случае реорганизации юридического лица путём преобразования, слияния или разделения правопреемник (правопреемники) создается (создаются), а правопредшественник (правопредшественники) ликвидируется (ликвидируются) одновременно с правопреемством. В случае выделения правопреемник создается одновременно с правопреемством, а в случае присоединения правопредшественник ликвидируется одновременно с правопреемством.

### Правопреемство при наследовании
Правопреемник (наследник) может принять наследство (совершить определённые действия) через некоторое время после смерти наследодателя (признания гражданина умершим), то есть после того, как правопредшественник утратил гражданскую правоспособность. Однако, независимо от удаленности такого момента во времени от момента открытия наследства, права и обязанности наследодателя переходят к наследнику непосредственно с момента открытия наследства (смерти наследодателя).
Особым случаем является наследование ребенком, родившимся после смерти наследодателя. В этом случае правопредшественник (наследодатель) утрачивает гражданскую правоспособность до того момента, когда её приобретает правопреемник (наследник). Тем не менее, если после рождения такого ребёнка он принимает наследство (действиями его родителей или опекунов), признается, что правопреемство состоялось с момента смерти наследодателя, несмотря на то, что правопреемник в том момент не обладал гражданской правоспособностью. Таким образом обеспечивается непрерывность правоотношений во времени.